# Incidente ovni de Aurora
El Incidente OVNI de Aurora es una supuesta colisión OVNI ocurrida el 17 de abril de 1897 en el entonces poblado de Aurora, Texas. El supuesto OVNI se estrelló contra el molino de viento, propiedad de la granja del juez J.S. Proctor, ubicada al norte de la ciudad y luego cayó en un pozo. Después del choque, la gente que acudió al lugar encontró los restos de la nave y el cadáver del piloto. Dicho cuerpo fue enterrado en una tumba en el cementerio local con una lápida anónima, más tarde esta desapareció.
Supuestamente el juez J.S. Proctor enterró los restos de la nave en el fondo del pozo, contaminándolo con agentes radioactivos.
Años después uno de sus descendientes se dedicaba a limpiar el pozo y contrajo un caso grave de artritis y fue tal que terminó por matarlo.
No mucho después los descendientes del juez decidieron sellar el pozo.

## Datos

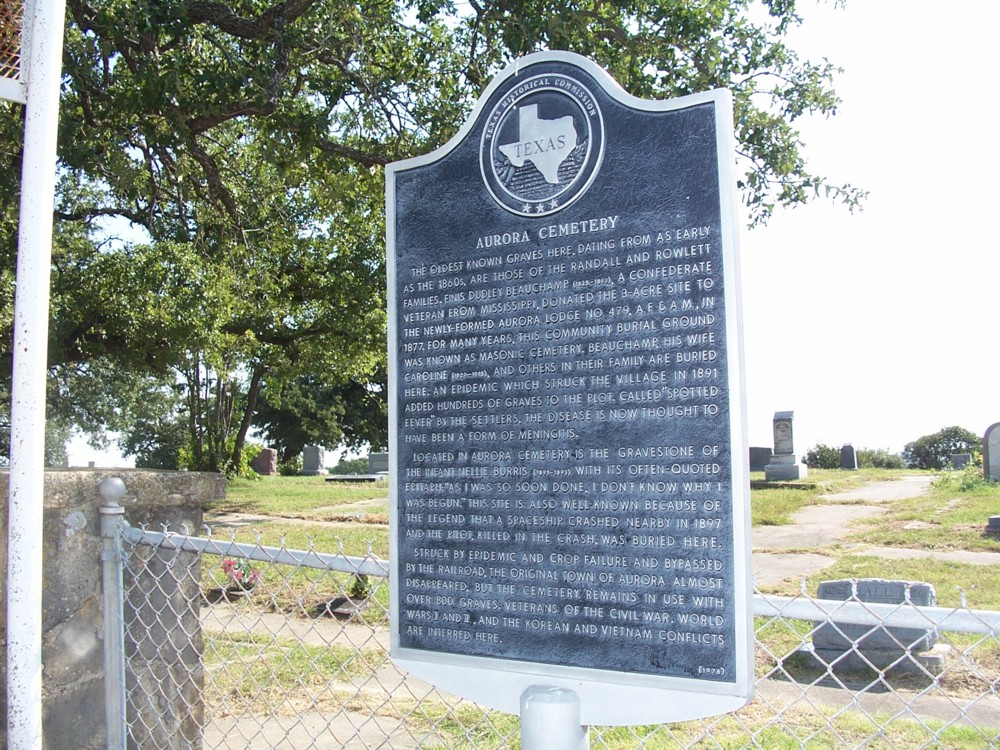
Una placa en inmediaciones del cementerio de Aurora.

- En una investigación de la MUFON (Mutual UFO Network, «Red Mutua de Ovnis») ocurrida en 1973, se encontraron extrañas piezas de una aleación (95% de aluminio y 5 % de hierro) poco común en la naturaleza.
- En la misma investigación, en la parte más antigua del cementerio había una lápida hecha de la misma aleación. Utilizaron un detector de metales para hallar la tumba. Cuando la MUFON pidió el permiso para excavar, éste le fue negado. Días después, los investigadores regresaron y descubrieron que la lápida ya no estaba, y que el detector de metales ya no encontraba ningún metal.
- Alrededor del pozo en donde terminaron los restos de la nave, hay una extensión de terreno en donde no crece la hierba. El terreno pasó a ser dueño de otra persona que, por beber agua del mismo pozo, desarrolló una artritis muy grave.
- En la investigación realizada en 1973 se encontraron tres personas que estuvieron en Aurora en ese año. La primera dijo que todo era una broma, su padre se reía de todo eso. Pero las otras dos personas afirmaban lo contrario: la segunda estuvo allí, pero se retiró porque su madre no le permitió estar en ese lugar; y, finalmente, el tercer testigo admitió haber visto al OVNI cayendo mientras hacía sus tareas, su padre fue a ver lo ocurrido y, al otro día cuando volvió, le contó absolutamente todo a su hijo.
- La descripción del piloto extraterrestre fue muy similar a las descripciones actuales.
- La exalcaldesa de Aurora Barbara Brammer[1] en una investigación de 2009 señalaba que Haydon era un poco bromista y dada la situación de la población, pasaría por ser un intento de mantener viva Aurora, que había sufrido un incendio, una plaga de gorgojos que arruinaría la cosecha de algodón, y esperaban la llegada de un ferrocarril que no llegaba nunca. Haydon no habría dado más seguimiento posterior a la noticia, pero si habría conseguido con ella que la localidad de Aurora Texas, en ese momento con 3.000 habitantes, fuera conocida y pasara a un primer plano.